# Круглевский, Василий Александрович
Васи́лий Алекса́ндрович Кругле́вский (21 апреля 1866 — 1919) — русский генерал-майор, командир лейб-гвардии Измайловского полка, герой Первой мировой войны.

## Биография
Православный.
Окончил 2-й кадетский корпус (1885) и 1-е военное Павловское училище (1887), выпущен подпоручиком в лейб-гвардии Стрелковый полк. В следующем году был переведён в кадровый батальон лейб-гвардии Резервного пехотного полка с чином подпоручика гвардии.
Чины: поручик (1891), штабс-капитан (1895), капитан (1899), полковник (1905), генерал-майор (за отличие, 1913).
В течение семи с половиной лет командовал ротой в кадровом батальоне. В 1910—1913 годах командовал 86-м пехотным Вильманстрандским полком.
24 декабря 1913 года назначен командиром лейб-гвардии Измайловского полка, с которым вступил в Первую мировую войну. Был награждён орденом Святого Георгия 4-й степени
За то, что с отличным мужеством руководил блестящими действиями полка в боях Люблинской операции, с 20 авг. по 2 сент. 1914 г., особенно в бою у Кщенова, когда ударом во фланг атакующего противника вывел из тяжёлого положения части Гренадерского корпуса у Лысой Горы и в бою 24—27 августа 1914 г., под Зарашевым и Уршулином, произведя под сильным огнём личную разведку, во главе бригады с дивизионом артиллерии, с боя овладел целым рядом окопов и тем сильно способствовал общему успеху.
В феврале 1915 был тяжело ранен, вынужден ампутировать руку. С декабря 1915 командовал 2-й бригадой 1-й гвардейской пехотной дивизии. 6 апреля 1917 был назначен начальником 3-й Сибирской стрелковой дивизии.
Расстрелян большевиками в 1919 году. Жена Екатерина Александровна (р. 1872) после смерти мужа жила в Ленинграде. В 1935 году была лишена права проживания в 15 населённых пунктах на 5 лет как «социально опасный элемент».

## Награды
- Орден Святого Станислава 3-й ст. (1897);
- Орден Святой Анны 2-й ст. (1908);
- Орден Святого Владимира 3-й ст. (1913);
- Орден Святого Георгия 4-й ст. (ВП 30.01.1915);
- Орден Святого Станислава 1-й ст. с мечами (1915).